# Ryan Wichert

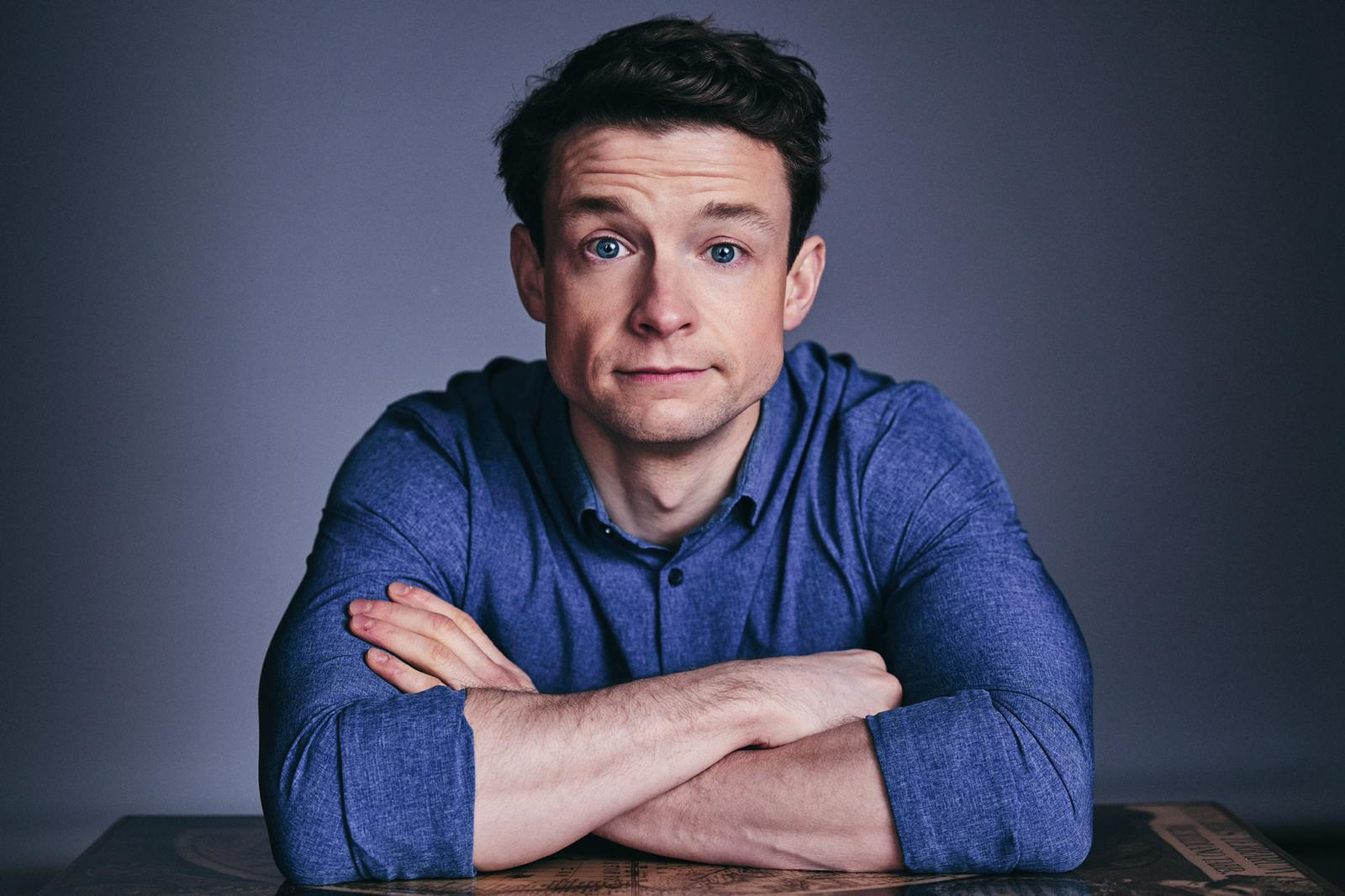
Ryan Wichert (2021)

Ryan Wichert (* 28. März 1985 in Hamburg) ist ein britisch-deutscher Schauspieler, Moderator, Werbe- und Hörspielsprecher.

## Leben und Karriere
Ryan Wichert wuchs aufgrund seines deutschen Vaters und seiner britischen Mutter zweisprachig auf. Er studierte Schauspiel am Drama Centre London und schloss dieses 2010 mit einem Bachelor of Arts (Hons), ab. Seit 2010 spielte Ryan Wichert an mehreren Theatern in London und Deutschland, wie dem Euro Theater Central Bonn oder dem Cockpit Theatre in London, wo er 2014 die Rolle des Narren in König Lear übernahm. Seit 2019 gehört Wichert zum festen Ensemble des Prime Time Theater in Berlin und spielte dort in Theateraufführungen wie Gutes Wedding, Schlechtes Wedding und Robin Honk mit.
2014 war Wichert in der Comedy-Show Die unwahrscheinlichen Ereignisse im Leben von … Teil der Originalbesetzung. 2017 spielte er David Hofmann in der deutschen TV-Serie Bettys Diagnose und 2020 war er in mehreren Episoden der Netflix-Miniserie Das Damengambit als Hilton Wexler zu sehen. 2021 spielte Ryan Wichert in Spencer die Rolle des Staff Sergeant Wood.
Neben seiner Tätigkeit als Schauspieler arbeitet Wichert als Moderator, Synchronsprecher und Sprecher für Hörspiele und in der Werbung.

## Film und Fernsehen (Auswahl)

### Darsteller
- 2014: Die unwahrscheinlichen Ereignisse im Leben von … (Comedy-Show)
- 2015: Abschussfahrt
- 2016: Another Mother’s Son
- 2018: Trautmann
- 2018: Bettys Diagnose (Serie)
- 2020: Assassins Creed Valhalla – The Hunt (Kurzspielfilm)
- 2020: Das Damengambit (Miniserie)
- 2020: How to Tatort
- 2020: Keine Zeit für Piccolo
- 2021: How to Sell Drugs Online (Fast) (Serie)
- 2021: Notruf Hafenkante
- 2021: München – Im Angesicht des Krieges
- 2021: Blutige Anfänger
- 2021: Spencer
- 2022: Pitch Perfect (Serie)
- 2022: Großstadtrevier (Serie)
- 2023: Was wir fürchten (Fernsehsechsteiler)
- 2024: Gute Zeiten,  schlechte Zeiten (Fernsehserie)

## Theater (Auswahl)
- 2014: Narr in König Lear
- 2015: Nerd, Soldat in Shrapnel in London
- 2015: Joshua Moon in Clarion in London
- 2017: Yasha in The Cherry Orchard in London
- 2017: Mr. Worthing in The Importance of Being Earnest am Eurotheater Central Bonn
- 2017: Jonas in Willkommen von Lutz Hübner und Sarah Nemitz am Grenzlandtheater Aachen
- 2018: Hindley Earnshaw in Wuthering Heights von Emily Brontë
- 2019: Gutes Wedding, Schlechtes Wedding, Folgen 120, 121, 122, 123
- 2020: Gutes Wedding, Schlechtes Wedding, 125, 126
- 2021: Robin Honk
- 2022: Gutes Wedding, Schlechtes Wedding Folgen 130, 131
- 2022: Tatsächlich ... Wedding
- 2023: Girls Just Wanna Have Föhn